# C6H5N5O
化学式C6H5N5O（摩尔质量：163.14 g/mol）可以指：
- 蝶呤，CAS号：2236-60-4
- 嘌呤-6-甲酰胺，CAS号：37527-29-0

|  | 这个同类索引页列出了具有相同分子式的化学物（即同分異構體）条目。 除非您是有意链接至本页，否则应将相应条目的内部链接指向正确的条目。 |